# NGC 1545
NGC 1545 ist die Bezeichnung für einen offenen Sternhaufen im Sternbild Perseus und hat einen Winkeldurchmesser von 12 Bogenminuten und eine Helligkeit von +6,2 mag. Der offene Sternhaufen NGC 1545 wurde am 28. Dezember 1790 von dem deutsch-britischen Astronomen William Herschel entdeckt.